# The Marriage-Go-Round
The Marriage-Go-Round (Eu, Ela e o Problema, no Brasil) é um filme estadunidense de 1961 dirigido por Walter Lang e estrelado por Susan Hayward, James Mason, Julie Newmar, Robert Paige e June Clayworth. O enredo é baseado na peça de mesmo nome escrita por Leslie Stevens.

## Elenco
- Susan Hayward ...Content Delville
- James Mason ...Paul Delville
- Julie Newmar ...Katrin Sveg
- Robert Paige ...Dr. Ross Barnett
- June Clayworth ...Flo Granger
- Joe Kirkwood Jr. ...Henry 'Doc' Granger
- Mary Patton ...Mamie Barnett
- Trax Colton ...Crew Cut, Party Guest

## Recepção
Bosley Crowther, do The New York Times, chamou-o de "filme leve e espirituoso". O filme foi um fracasso de bilheteria, arrecadando US$ 1,3 milhão nos Estados Unidos e Canadá.